# Ataque paroxístico
Ataques paroxísticos ou paroxismos são uma intensificação ou recorrência súbitas de sintomas, como um espasmo ou convulsão. Estes sintomas curtos, frequentes e estereotipados podem ser observados em várias condições clínicas. Estão normalmente associados à esclerose múltipla e à tosse convulsa, mas podem também ser observados noutras doenças como a encefalite, traumatismo craniano, AVC, asma, neuralgia do trigémeo, epilepsia, malária, tabes dorsalis, doença de Behçet e hemoglobinúria paroxística noturna.